# Шинарпосі
Шинарпо́сі (рос. Шинарпоси, чув. Шăнарпуç) — присілок у складі Красноармійського району Чувашії, Росія. Входить до складу Чадукасинського сільського поселення.
Населення — 83 особи (2010; 99 у 2002).
Національний склад:
- чуваші — 99 %